# Chaugey
Chaugey ist eine französische Gemeinde mit 24 Einwohnern (Stand 1. Januar 2022) im Département Côte-d’Or in der Region Bourgogne-Franche-Comté. Sie gehört zum Arrondissement Montbard und zum Kanton Châtillon-sur-Seine.
Nachbargemeinden sind Colmier-le-Bas im Norden, Villars-Santenoge im Osten und Bure-les-Templiers im Süden und im Westen.

## Siehe auch

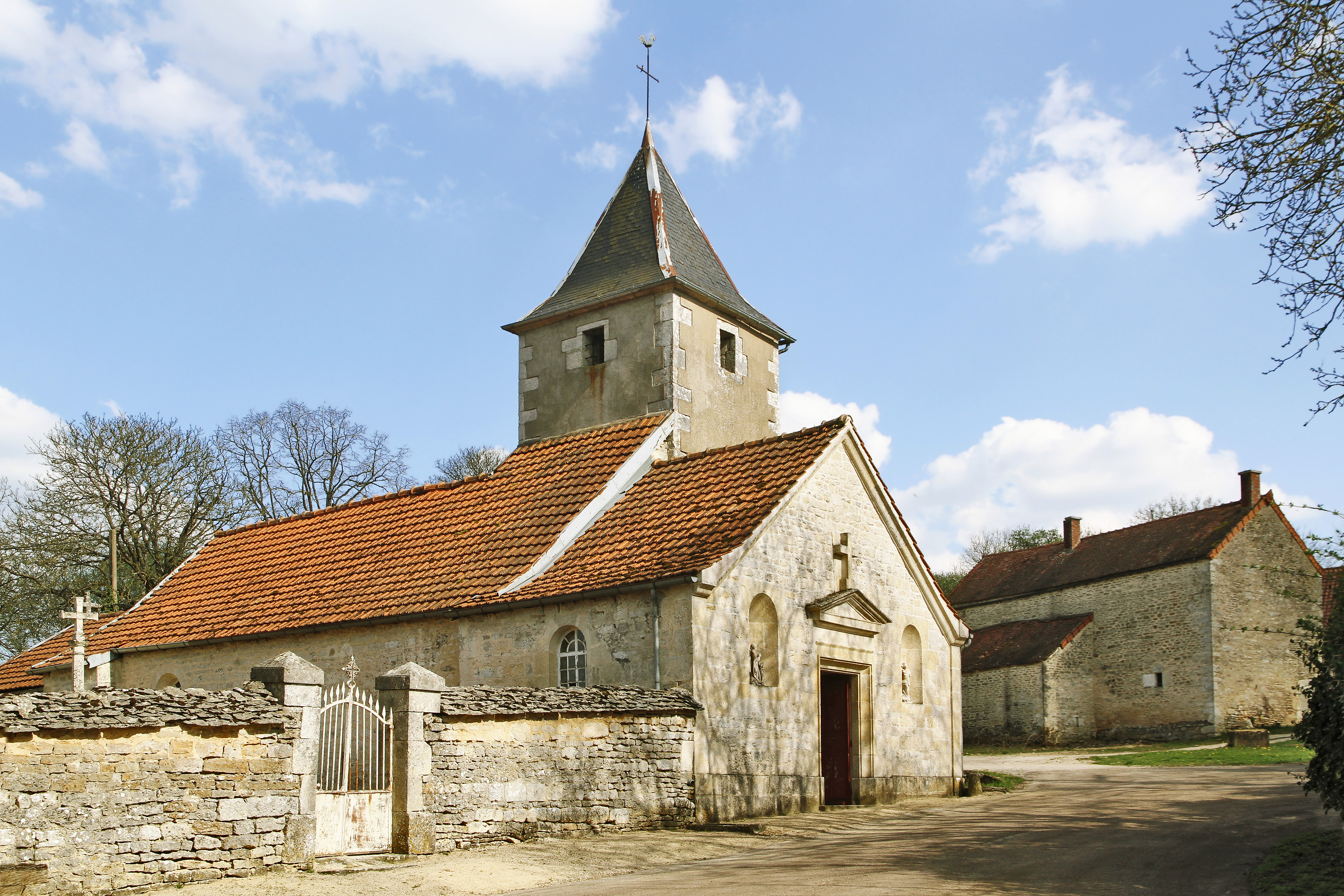
Kirche Saint-Sulpice

## Bevölkerungsentwicklung
| Jahr                       | 1962 | 1968 | 1975 | 1982 | 1990 | 1999 | 2008 | 2015 |
| -------------------------- | ---- | ---- | ---- | ---- | ---- | ---- | ---- | ---- |
| Einwohner                  | 40   | 52   | 41   | 25   | 19   | 13   | 20   | 20   |
| Quellen: Cassini und INSEE |      |      |      |      |      |      |      |      |